# Paladilhia hungarica
Paladilhia hungarica е вид коремоного от семейство Moitessieriidae.

## Разпространение
Видът е разпространен в Унгария.